# Transito di Venere
| 7 dicembre 1631  |
| 4 dicembre 1639  |
| 6 giugno 1761    |
| 3 giugno 1769    |
| 9 dicembre 1874  |
| 6 dicembre 1882  |
| 8 giugno 2004    |
| 6 giugno 2012    |
| 11 dicembre 2117 |
| 8 dicembre 2125  |
| 11 giugno 2247   |
| 9 giugno 2255    |
| 13 dicembre 2360 |
| 10 dicembre 2368 |
| 12 giugno 2490   |
| 10 giugno 2498   |

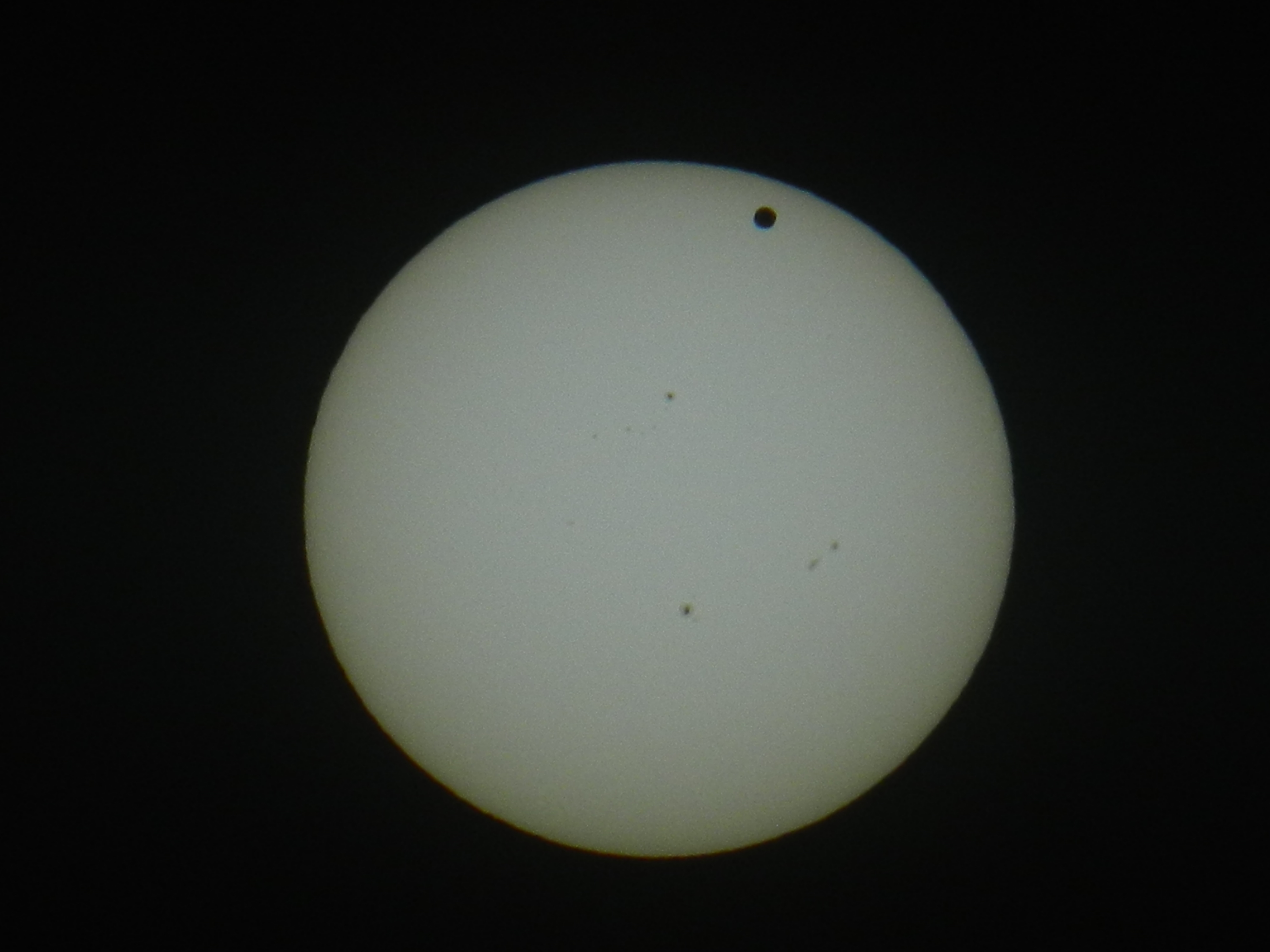
Transito di Venere 6 giugno 2012 osservato da Bertinoro (FC) (Claudio Lelli astrofilo)

Un transito di Venere viene osservato dalla Terra ogni qualvolta Venere si interpone fra il nostro pianeta e il Sole, oscurandone una piccola parte del disco; durante un simile evento, un osservatore può vedere Venere come un disco nero che attraversa il disco solare.
I transiti di Venere sono tra gli eventi astronomici predicibili più rari e avvengono con uno schema che si ripete ogni 243 anni, con coppie di transiti separate da un intervallo di 8 anni che si ripetono in periodi più ampi di 121,5 e 105,5 anni. La penultima coppia di transiti avvenne nel 1874 e nel 1882. Si hanno a disposizione alcune immagini originarie del transito del 1874 nel documentario Passage de Vénus (un film di quasi 20 anni precedente a quelli di Auguste e Louis Lumière). Il primo transito della coppia attuale è avvenuto l'8 giugno 2004, mentre il successivo è avvenuto il 6 giugno 2012. Quest'ultimo non è stato visibile nell'area atlantica (tra l'Argentina e i Paesi dell'Africa occidentale), mentre ha raggiunto lo zenit nell'area polinesiana dell'oceano Pacifico; in Italia, come in quasi tutta Europa, è stato visibile all'alba.
I prossimi transiti avverranno l'11 dicembre 2117 e l'8 dicembre 2125.

## Congiunzioni

Diagramma dei transiti di Venere e l'angolo tra i piani orbitali della Terra e di Venere

Quando la Terra e Venere sono in congiunzione normalmente non si trovano allineati con il Sole, essendo l'orbita di Venere inclinata di 3,4° rispetto a quella terrestre. In questo modo il pianeta Venere passa, dal punto di vista di un osservatore terrestre, sopra o sotto al Sole.
I transiti avvengono quando i due pianeti sono in congiunzione e si trovano anche nei punti dove i loro piani orbitali si incrociano.
Lo schema di periodicità di 105,5, 8, 121,5 e 8 anni non è il solo possibile, a causa della leggera sfasatura dei tempi con la quale Venere e la Terra giungono in congiunzione. Prima del 1518 lo schema dei transiti era di 8, 113,5 e 121,5 anni, mentre lo schema attuale continuerà fino al 2846 quando sarà sostituito con lo schema 105,5, 129,5 e 8 anni. Il periodo completo di 243 anni è relativamente stabile, ma il numero di transiti e la loro successione si modificano col passare del tempo.

## Osservazioni

Misurazione degli istanti del transito per il metodo della parallasse

A parte la sua rarità, un transito di Venere sul Sole era in passato importante per determinare la dimensione del sistema solare tramite il metodo della parallasse. Questo sistema prevede l'osservazione del transito da diversi punti della superficie terrestre, lontani tra loro, e la misurazione della leggera differenza nel momento di inizio e di termine del transito. Attraverso la triangolazione, conoscendo la distanza tra i punti di osservazione sulla Terra, si può calcolare la distanza di Venere dal Sole.
Anche se gli astronomi del XVII secolo erano in grado di calcolare la distanza relativa del pianeta dal Sole in termini di distanza della Terra dal Sole (ovvero una unità astronomica), un valore assoluto della distanza non era stato calcolato.

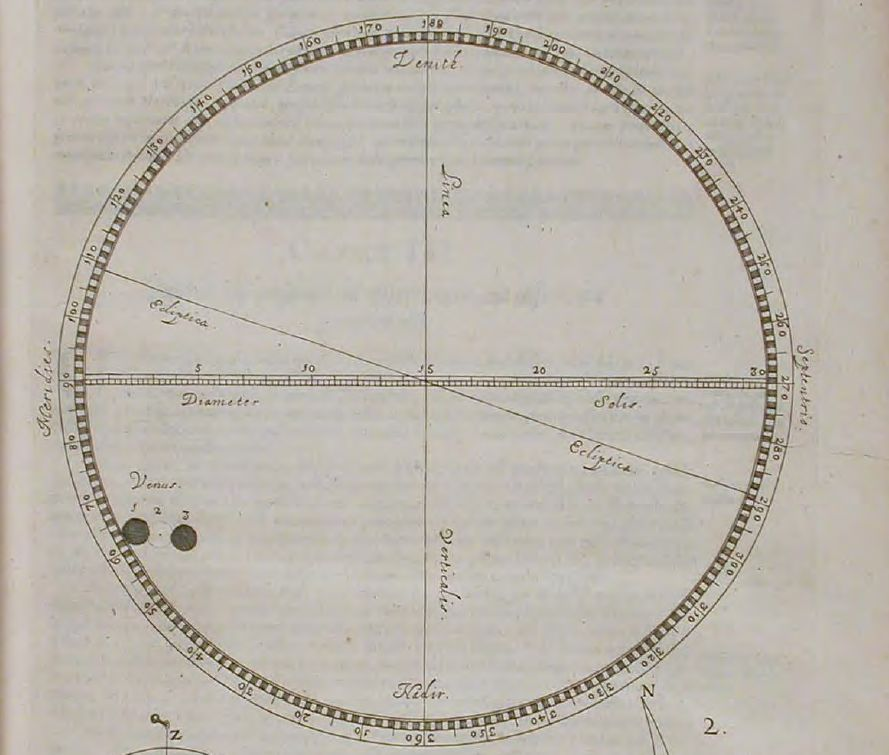
Il transito del 1639 nella pubblicazione Venus in sole visa del 1662 di Jeremiah Horrocks

Keplero fu il primo a prevedere un transito di Venere nel 1631, ma nessuno fu in grado di osservarlo perché i calcoli dell'astronomo non furono sufficientemente accurati da prevedere che non sarebbe stato visibile dall'Europa.
La prima osservazione di un transito venne effettuata da Jeremiah Horrocks dalla sua casa in Much Hoole, vicino a Preston nel Regno Unito il 4 dicembre 1639. Anche il suo amico William Crabtree osservò quel transito da Salford, vicino a Manchester. Horrocks corresse i calcoli di Keplero, che aveva previsto i transiti del 1631 e 1761 ma non quello del 1639, e capì che quei transiti sarebbero avvenuti in coppie nell'arco di 8 anni. Per questo motivo calcolò correttamente il transito del 1639. Anche se non era sicuro dell'ora esatta, calcolò che il transito sarebbe iniziato approssimativamente alle 15:00; fortunatamente riuscì a vederlo quando le nubi che oscuravano il Sole si spostarono verso le 15:15, appena mezz'ora prima del tramonto. Queste osservazioni gli permisero di fare una buona stima della dimensione di Venere, e di stimare la distanza tra Terra e Sole, calcolata in 95,6 milioni di km (0,639 UA). Anche se il valore accertato è quasi il doppio, questa fu la stima più accurata di quel tempo. Queste osservazioni non furono pubblicate prima del 1661, appena dopo la sua morte.

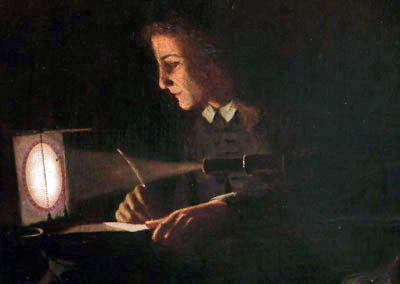
Jeremiah Horrocks effettua la prima osservazione del transito nel 1639

In base alle osservazioni del transito del 1761 compiute all'osservatorio di San Pietroburgo, Michail Lomonosov ipotizzò l'esistenza di un'atmosfera su Venere. Lomosonov infatti, mentre stava iniziando il transito e il pianeta non era ancora in contatto con il disco solare, rilevò una rifrazione dei raggi solari sotto forma di un anello luminoso attorno al bordo di Venere. Egli dedusse quindi che solo l'atmosfera poteva spiegare questo fenomeno.

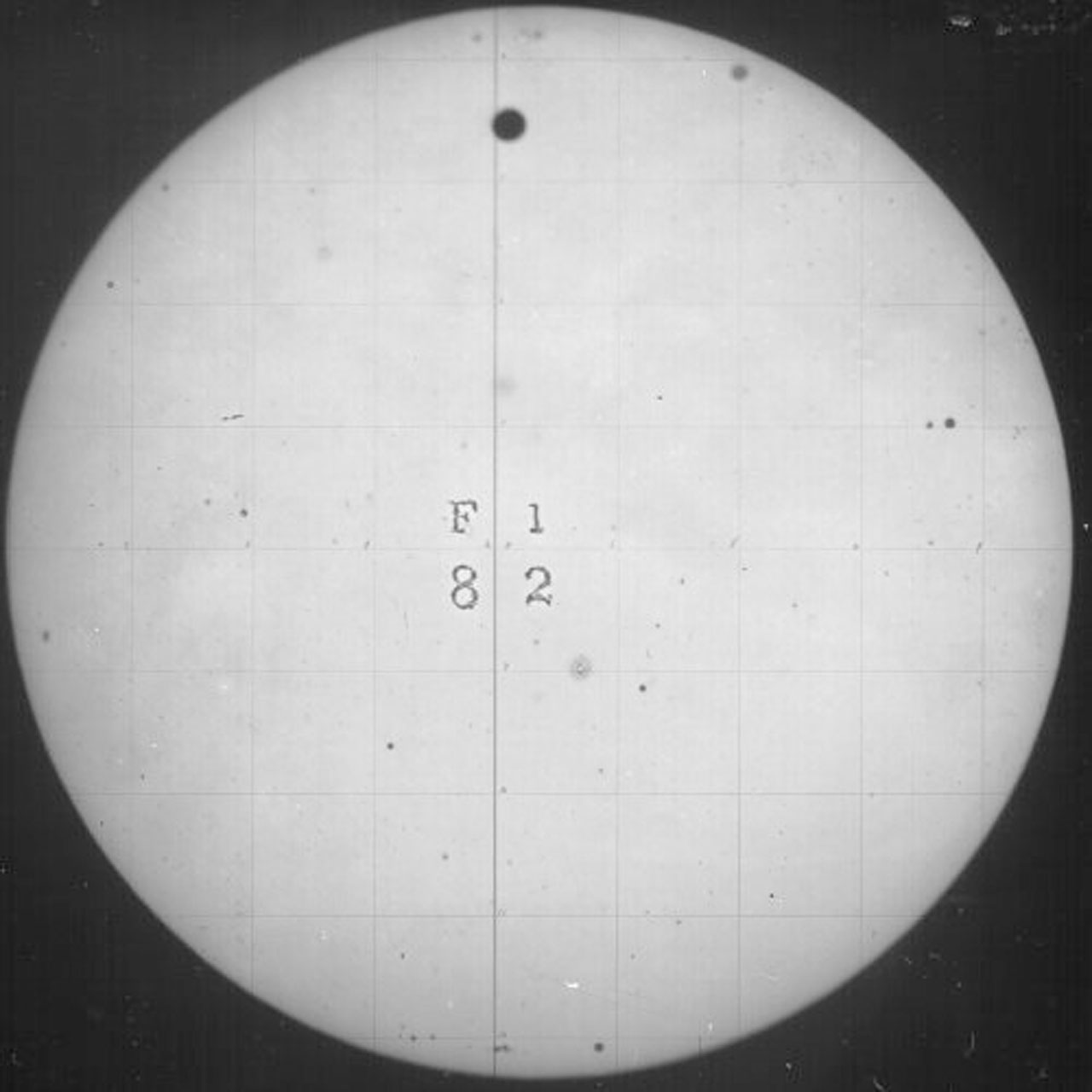
Transito del 1882

La coppia di transiti del 1761 e del 1769 venne sfruttata per determinare attraverso la parallasse il valore preciso della distanza Terra-Sole. Questa tecnica venne descritta per la prima volta da James Gregory in Optica Promota nel 1663 e sviluppata in seguito da Edmond Halley. Vennero create numerose spedizioni in varie parti del mondo per seguire il transito, in uno dei primi esempi di collaborazione scientifica internazionale, dove astronomi ed esploratori dal Regno Unito, Austria e Francia si spostarono in varie destinazioni nel mondo, tra cui la Siberia, la Norvegia, Terranova e Madagascar.
Tra tutti questi studiosi, Jeremiah Dixon e Charles Mason compirono delle eccellenti osservazioni del transito nel capo di Buona Speranza.
Durante il transito del 1769 scienziati giunsero nella baia di Hudson, Bassa California (allora sotto controllo spagnolo) e Norvegia. James Cook effettuò il suo primo viaggio per osservare il transito da Tahiti.
L'astronomo Ceco Christian Mayer fu inviato da Caterina II di Russia per osservare il transito a San Pietroburgo, ma le osservazioni furono molto ostacolate dalle nubi.
Lo sfortunato astronomo Guillaume Le Gentil viaggiò per otto anni per tentare di osservare entrambi gli eventi; non ci riuscì e venne considerato morto, perdendo i suoi beni e la moglie, che si risposò.

### Effetto black drop

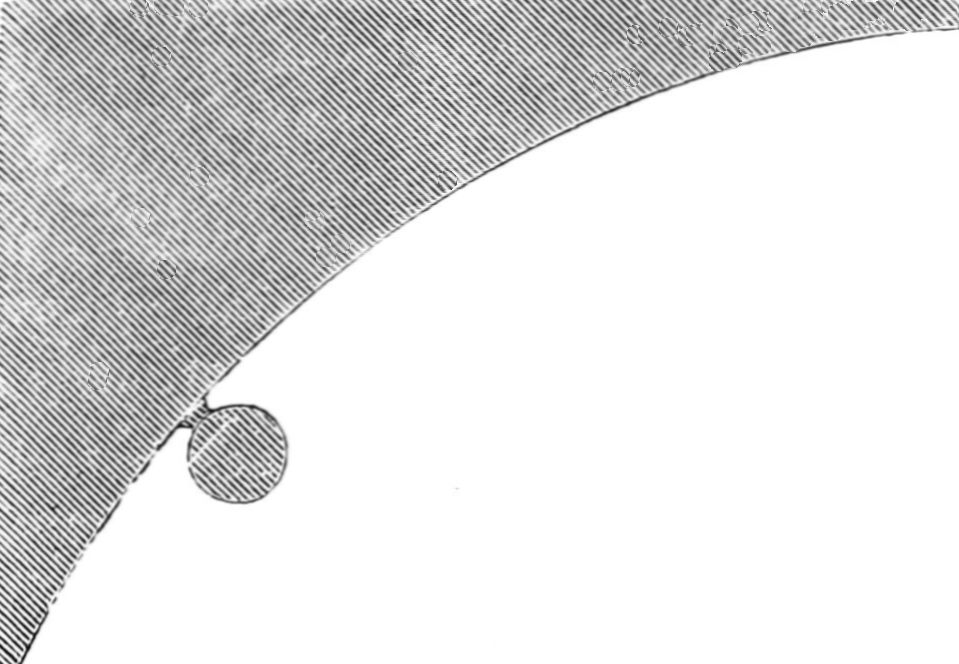
Il primo contatto di Venere con l'interno del disco solare in un'illustrazione del transito del 1874. È stato rappresentato l'effetto black drop.

Sfortunatamente, è impossibile prevedere l'esatto istante di inizio e di termine del transito a causa di un fenomeno detto "black drop". La presenza di atmosfera su Venere venne considerata per molto tempo la causa di questo effetto, e venne ritenuta una prova della sua esistenza, ma studi recenti hanno dimostrato che si tratta di un effetto ottico causato dalla "spalmatura" dell'immagine di Venere dovuta alla turbolenza dell'atmosfera terrestre o alle imperfezioni del mezzo ottico di osservazione.
Nel 1771 l'astronomo francese Jérôme Lalande, usando i dati dei transiti del 1761 e del 1769, calcolò l'unità astronomica in circa 153 milioni di chilometri, con una precisione inferiore alle aspettative a causa dell'effetto black drop, ma considerevolmente più accurata rispetto alla precedente stima di Horrocks. Le osservazioni dei transiti del 1874 e del 1882 permisero di raffinare ulteriormente questo valore: unendoli ai dati precedenti l'astronomo Simon Newcomb calcolò un valore di 149,59 milioni di chilometri. Le moderne tecniche di osservazione radar e l'ausilio delle sonde spaziali hanno permesso di ricavare un valore molto preciso della distanza Terra-Sole (con un'approssimazione di 30 metri), rendendo non più necessario il metodo della parallasse.

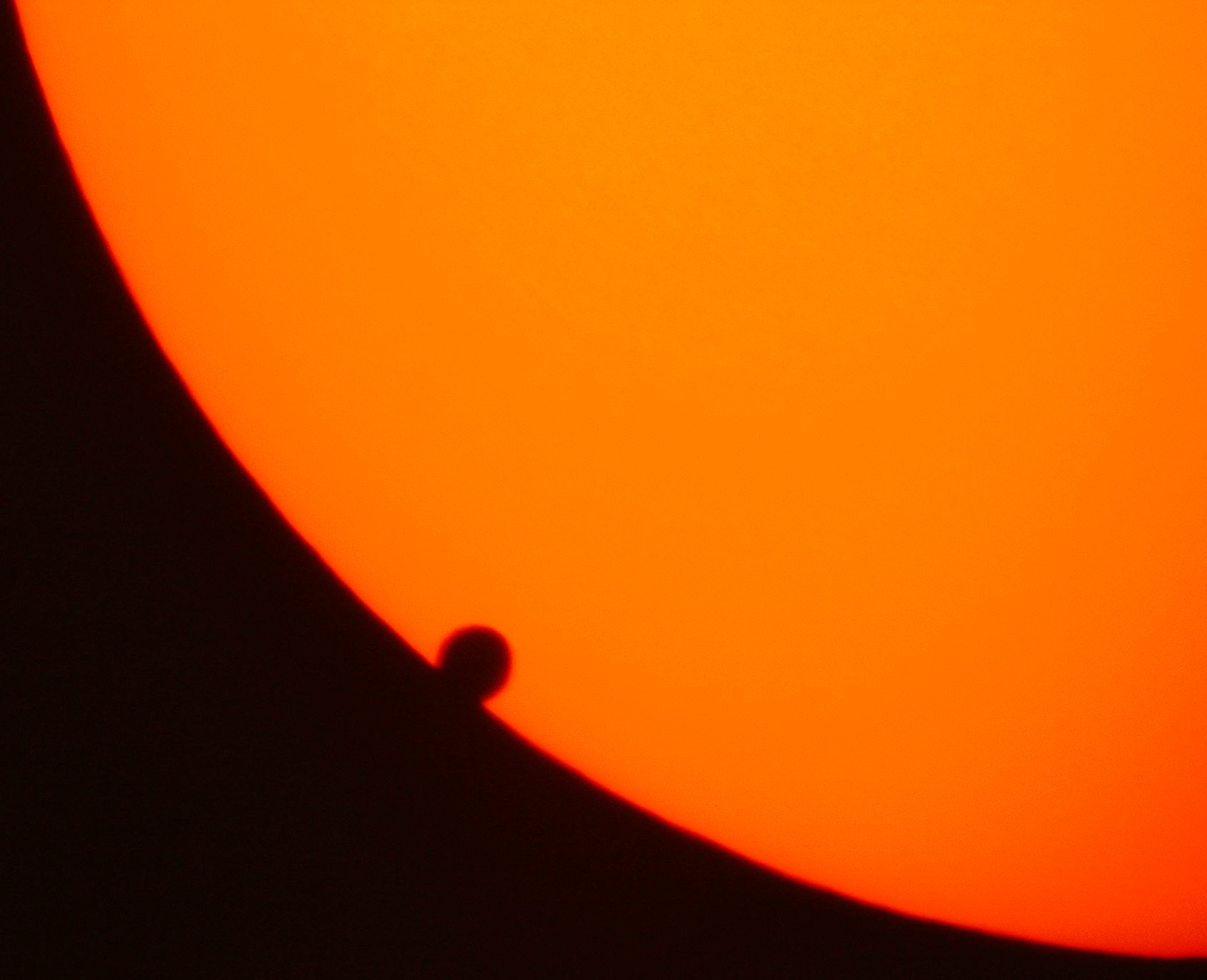
Effetto black drop durante il transito del 2004

L'interesse per il transito del 2004 era invece dovuto ai tentativi di misurare l'oscuramento provocato da Venere quando blocca parte della luce solare, per raffinare le tecniche che si useranno per cercare pianeti extrasolari.
Gli attuali metodi di ricerca infatti funzionano solo per pianeti molto grandi (più simili a Giove che alla Terra), la cui gravità sia abbastanza intensa da poter rilevare cambiamenti nel moto proprio o cambiamenti di tipo doppler della velocità radiale. La misurazione della intensità della luce durante un transito, mentre il pianeta blocca parte della luce, è una tecnica molto più sensibile e può essere utilizzata per rilevare pianeti di dimensione inferiore. La tecnica richiede tuttavia misura estremamente precise: ad esempio il transito di Venere provoca una diminuzione della magnitudine apparente di un valore pari solo a 0,001 e ci si aspetta un valore ugualmente piccolo per i pianeti extrasolari.

## Transiti passati e futuri
I transiti avvengono solo a giugno e a dicembre (vedere tabella) attualmente, mentre prima del 1631 essi avvenivano a maggio e novembre. Essendo la lunghezza di 8 anni terrestri pari circa a quella di 13 anni venusiani, dopo un tale periodo di tempo i pianeti si ritrovano quasi nella stessa posizione. Questa congiunzione approssimata non permette di avere una tripletta di transiti perché Venere giunge alla congiunzione con 22 ore di anticipo ogni volta. L'ultimo transito singolo avvenne nel 1153 e il prossimo avverrà nel 3089.